# Rafael Boban

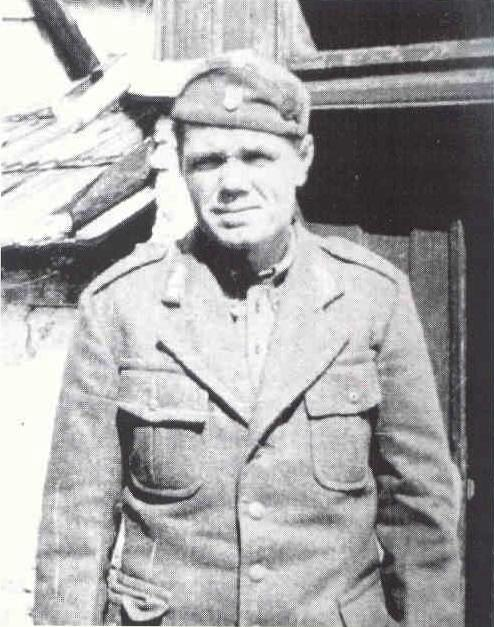
Rafael Boban in der Uniform eines Ustascha-Offiziers (1942)

Rafael Boban (* 22. Dezember 1907 in Sovići, heute zu Grude, Herzegowina; † nach Mai 1945), genannt Ranko, war ein Offizier der kroatischen Ustascha-Miliz sowie General der Kroatischen Streitkräfte im Zweiten Weltkrieg. Als Nachfolger von Jure Francetić war Boban unter anderem Kommandant der „Schwarzen Legion“.

## Leben
Boban wurde in der Siedlung Bobanova Draga des Ortes Sovići (heute zu Grude) geboren. Im Jahr 1932 verließ er das Königreich Jugoslawien und meldete sich am 27. August, als 2. von später 450. Männern in einem Ausbildungslager der Ustascha in Italien. Im selben Jahr nahm er am gescheiterten Velebiter Aufstand teil, als die Ustascha unter Führung von Ante Pavelić versuchte, in Kroatien einen bewaffneten Aufstand zu entfesseln.

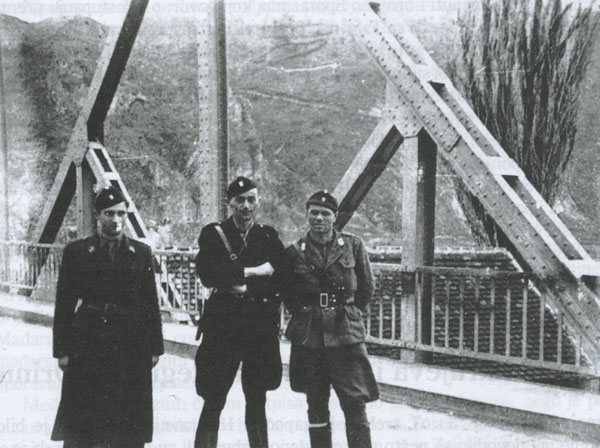
Boban (rechts) neben Jure Francetić mit einem Offizier der Schwarzen Legion auf einer Brücke über die Drina, dem damaligen Grenzfluss zu Serbien (Zvornik, 1942)

Nach dem Tod von Jure Francetić Ende Dezember 1942 wurde Boban der Kommandant der „Schwarzen Legion“. Unter seinem Kommando wurde die Legion in verschiedenen Teilen des Unabhängigen Staates Kroatien (NDH) im Kampf gegen Tito-Partisanen und Tschetniks eingesetzt. Im Dezember 1944 wurde die Legion in die 5. Division der Kroatischen Streitkräfte (Hrvatske oružane snage)  eingegliedert. Boban wurde am 22. Dezember 1944 in den Rang eines Generals befördert und übernahm das Kommando der Division, die er bis April 1945 führte. Am 22. Februar 1945 erhielt er den Orden vom Eisernen Dreiblatt I. Klasse, der ihn berechtigte den Titel vitez (Ritter) zu führen. Noch am 14. Mai führte er kroatische Truppen zum Massaker von Bleiburg.
Bobans Schicksal nach dem Ende des Zweiten Weltkriegs ist ungeklärt. Im Jahr 1951 ernannte ihn Ante Pavelić in Abwesenheit zum „Minister der Streitkräfte“ in seiner kroatischen Exilregierung in Argentinien.

## Auszeichnungen (Auswahl)
- 1932: Velebiter Tapferkeitsmedaille in Silber
- 1942: Orden vom Eisernen Dreiblatt IV. Klasse
- 1943: Orden vom Eisernen Dreiblatt III. Klasse mit Eichenlaub
- 1944: Orden vom Eisernen Dreiblatt II. Klasse
- 1945: Orden vom Eisernen Dreiblatt I. Klasse

## Sonstiges

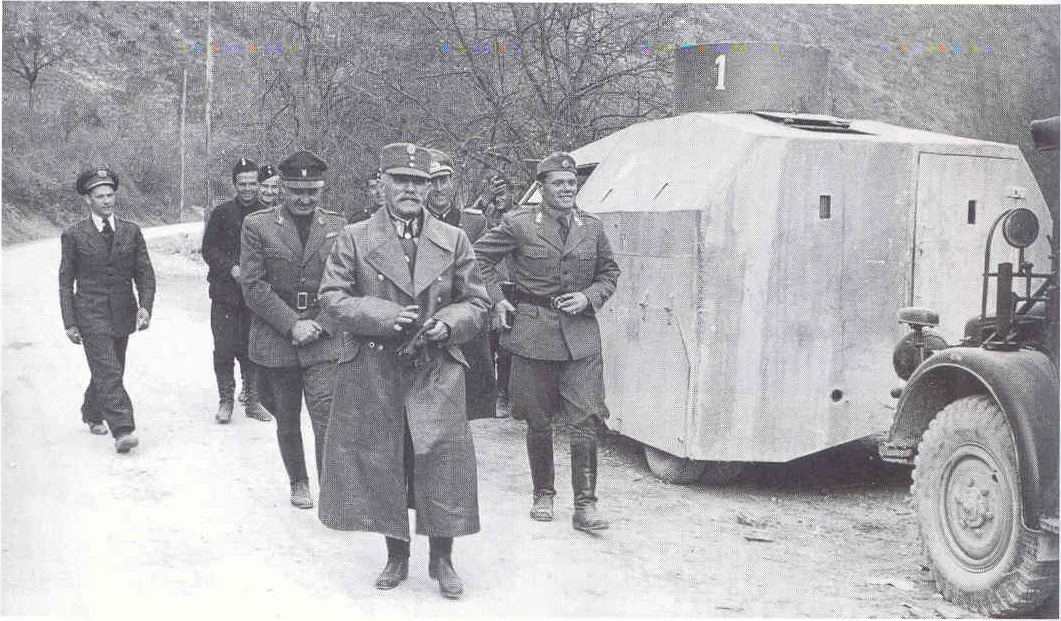
Boban (rechts) neben einem gepanzerten Fahrzeug bei Donji Vakuf (Frühjahr 1943)

- Im Kroatien- und Bosnienkrieg trugen kroatische Militäreinheiten des HVO (6. brigada „vitez Ranko Boban“ Grude) und der paramilitärischen HOS (IX. bojna „Rafael vitez Boban“ Split) seinen Namen.
- In Grude wurde nach dem Ende Jugoslawiens eine Straße nach Rafael Boban benannt (Ulica viteza Ranka Bobana).